# Hviderussiske rubler
Hviderussiske rubel (BYN) er møntenheden i Hviderusland. Der går 100 hviderussiske kopek til en rubel, men kopekerne bliver ikke brugt fordi de er blevet næsten værdiløse på grund af inflation. Den nuværende ISO 4217-kode er BYN. Tidligere er brugt BYB (1992-1999) og BYR (2000-2016).

## Sedler
| Pålydene værdi i antal rubler | Forside | Bagside |
| ----------------------------- | ------- | ------- |
| 1                             |         |         |
| 5                             |         |         |
| 10                            |         |         |
| 20                            |         |         |
| 50                            |         |         |
| 100                           |         |         |
| 500                           |         |         |
| 1000                          |         |         |
| 5000                          |         |         |
| 10000                         |         |         |
| 20000                         |         |         |
| 50000                         |         |         |
| 100000                        |         |         |

| Artikelstump | Spire Denne artikel om penge eller valuta er en spire som bør udbygges. Du er velkommen til at hjælpe Wikipedia ved at udvide den. |